# Benin ai Giochi della XXVIII Olimpiade
Il Benin partecipò ai Giochi della XXVIII Olimpiade, svoltisi ad Atene, Grecia, dal 13 al 29 agosto 2004, con una delegazione di 4 atleti impegnati in due discipline.

## Risultati

### Atletica leggera
| Q | Qualificato al turno successivo per la Classifica in qualificazione                                                          |
| q | Qualificato per il turno successivo per ripescaggio o, negli eventi su campo, conquistando la misura minima per qualificarsi |

Maschile
Eventi su pista e strada
| Atleta          | Evento      | Batteria  | Batteria   | Quarti di finale | Quarti di finale | Semifinale      | Semifinale      | Finale          | Finale          |
| Atleta          | Evento      | Risultato | Classifica | Risultato        | Classifica       | Risultato       | Classifica      | Risultato       | Classifica      |
| --------------- | ----------- | --------- | ---------- | ---------------- | ---------------- | --------------- | --------------- | --------------- | --------------- |
| Souhalia Alamou | 100 m piani | 10"48     | 4º         | non qualificato  | non qualificato  | non qualificato | non qualificato | non qualificato | non qualificato |

Femminile
Eventi su pista e strada
| Atleta          | Evento      | Batteria  | Batteria   | Quarti di finale | Quarti di finale | Semifinale      | Semifinale      | Finale          | Finale          |
| Atleta          | Evento      | Risultato | Classifica | Risultato        | Classifica       | Risultato       | Classifica      | Risultato       | Classifica      |
| --------------- | ----------- | --------- | ---------- | ---------------- | ---------------- | --------------- | --------------- | --------------- | --------------- |
| Fabienne Feraez | 200 m piani | 23"12     | 4ª Q       | 23"24            | 5ª               | non qualificata | non qualificata | non qualificata | non qualificata |

### Nuoto
Maschile
| Atleta       | Evento            | Batteria  | Batteria   | Semifinale      | Semifinale      | Finale          | Finale          |
| Atleta       | Evento            | Risultato | Classifica | Risultato       | Classifica      | Risultato       | Classifica      |
| ------------ | ----------------- | --------- | ---------- | --------------- | --------------- | --------------- | --------------- |
| Aloïs Dansou | 50 m stile libero | 24"86     | 60º        | non qualificato | non qualificato | non qualificato | non qualificato |

Femminile
| Atleta              | Evento             | Batteria  | Batteria   | Semifinale      | Semifinale      | Finale          | Finale          |
| Atleta              | Evento             | Risultato | Classifica | Risultato       | Classifica      | Risultato       | Classifica      |
| ------------------- | ------------------ | --------- | ---------- | --------------- | --------------- | --------------- | --------------- |
| Gloria Koussihouede | 100 m stile libero | 1'30"90   | 50ª        | non qualificata | non qualificata | non qualificata | non qualificata |